# Peilstein (Adelsgeschlecht)

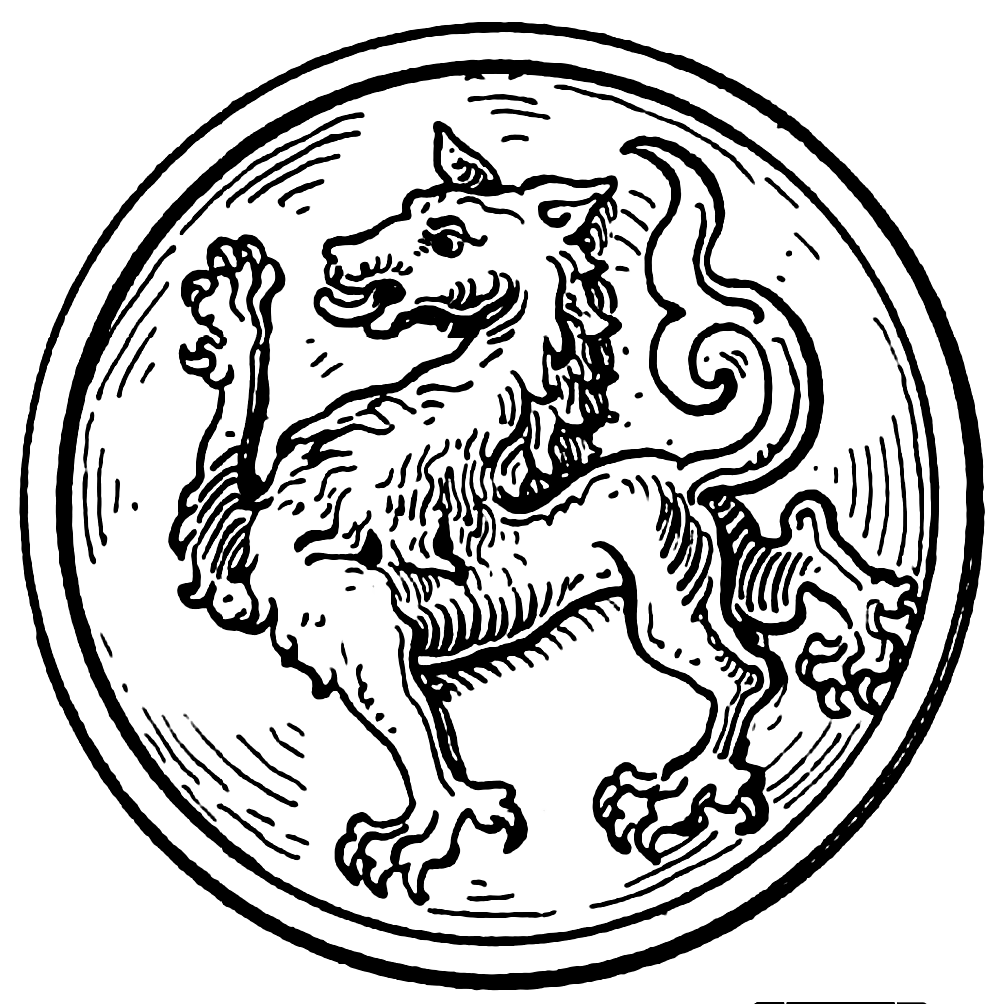
Wappen der Grafen von Peilstein

Das Geschlecht der Grafen  von Peilstein (oder Peilsteiner) ist eine Nebenlinie des Geschlechts der Sieghardinger und leitet sich von Graf Friedrich I. von Tengling her. Seine Söhne Sieghart I. und Friedrich II. gründeten Ende des 11. Jahrhunderts die Linien Burghausen-Schala und Peilstein. Sein Sohn Heinrich I. war Bischof von Freising.

## Geschichte

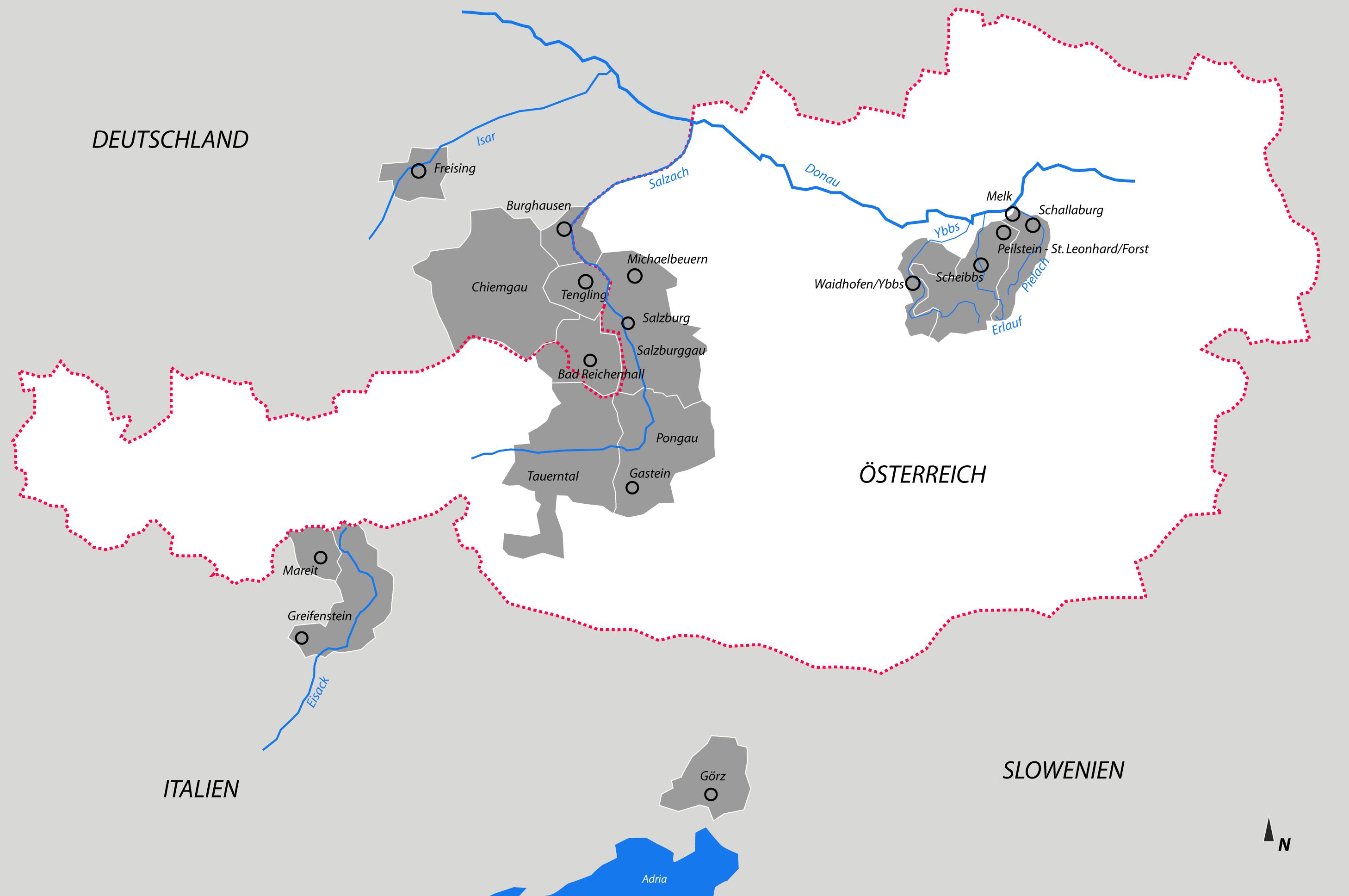
Besitzungen der Grafen von Peilstein Ende des 12. Jhdts.

Die Peilsteiner waren die Gründer und Vögte der Benediktinerabtei Michaelbeuern (und von Stift Reichersberg). Der Besitz dieses Klosters im Attergau könnte auf sie zurückgehen. Dieses Geschlecht, welches sich nach einer Burg in St. Leonhard am Forst in Niederösterreich benannte und große Besitzungen in Österreich, Bayern, Franken und Friaul innehatte, war eines der mächtigsten Dynastengeschlechter des Landes Salzburg. Hauptvögte des Hochstiftes wurden die Peilsteiner Anfang des 12. Jahrhunderts. Grafschaftsrechte übten sie allerdings nur im Gebiet der Gastein aus, wo sie ebenso wie in den benachbarten Tauerntälern und in Reichenhall (Burg und Maut zu Karlstein, die Vogtei über das Kloster St. Zeno) begütert waren. Zur Grafschaft Peilstein gehörten nach dem Peilsteiner Lehenskatalog auch die Burg und Herrschaft Cleeberg zwischen Wetzlar und Gießen mit großer Gefolgschaft, außerdem Burg und Herrschaft Amerang bei Rosenheim, die der bayerische Herzog an sich gezogen hatte, und die Hofmark Tengling bei Tittmoning. Besitz bei Wien, bei Leoben in der Steiermark und in Friaul lässt sich erschließen.
Da die Peilsteiner ihre Abkunft von Aribo I., dem Markgrafen der bayrischen Ostmark herleiten († nach 909), nannten sie sich auch „Aribonen“. Auch die Vorgänger der Peilsteiner dürften die Gastein zur Gänze in ihrem Besitz gehabt haben. Den gesamten Grund und Boden besaßen wohl schon vor 1023 die Grafen von Peilstein, die als Herren der Gastein genannt werden.
Im Jahr 1218 starben die Peilsteiner in männlicher Linie aus.
1356 führte Herzog Rudolf IV. noch die Benennung Graf von Peilstein in seinem Titel.

## Stammliste der Peilsteiner
1. Friedrich I. von Pongau, * um 1030, † 17. Juli 1071, Graf von Tengling, Graf im Salzburggau, ⚭ Mathilde von Vohburg, † 30. September ?, Tochter von Graf Dietpold I.
  1. Sieghard I. (IX.), † 5. Februar 1104 in Regensburg (ermordet), Graf von Tengling, Graf von Burghausen-Schala, Graf von Pongau und Chiemgau, 1. Vogt von Michaelbeuern, ⚭ Ida von Süpplingenburg, † 3. März 1138, Tochter von Graf Gebhard
  2. Heinrich I., † 9. Oktober 1137, Bischof von Freising
  3. Kunigunde von Pongau, 1080 Nonne in Michaelbeuern
  4. Friedrich II., * um 1065, † 23. Juli 1120, Graf von Tengling, Dompropst zu Salzburg, ⚭ Mathilde von Lechsgemünd, † 19. Oktober ?, Tochter von Graf Kuno
    1. Konrad I.,[1] * um 1116, † 16. März 1168, ältester Sohn des Grafen Friedrich II., Graf von Tengling-Peilstein, Vogt von Michaelbeuern,  1. ⚭ 1123/25 Euphemia von Österreich, Tochter des Markgrafen Leopold II. 2. ⚭ Adela von Orlamünde, † 10. August 1155, Tochter des Grafen Siegfried
      1. (1) Elisabeth, ⚭ Liutold III. von Gutenberg
      2. (2) Friedrich IV., Graf von Peilstein und Kleeberg
      3. (2) Siegfried I., † 27. Mai 1175, Graf von Peilstein und Kleeberg, Graf von Mörle
        1. Siegfried II., † 11. August 1194, Graf von Kleeberg und Mörle, Herr von Limburg/Lahn, ⚭  Euphemia
          1. Siegfried III., † 1196, Graf von Kleeberg, ⚭ Alveradis von Leiningen, Tochter des Grafen Emicho III.
          2. Friedrich VI. (IX.), † 1218, Graf von Peilstein, Graf von Mörle und Kleeberg → Adelsgeschlecht erloschen
          3. Irmgard, ⚭ Heinrich I. Graf von Isenburg, † 1228

      4. (2) Konrad II., * um 1135/40, † 12. November 1195, Graf von Peilstein, um 1155 ⚭  Sophia von Vohburg,  † 12. März 1176, Tochter von Markgraf Diepold III. von Vohburg
        1. Friedrich V., † 14. Juli 1207, Graf von Peilstein
        2. Sohn, † 1208

      5. (2) Mathilde, † 11. Februar 1175, 1. ⚭ Richer von Hechenberg, † 1155/63, 2. ⚭ Arnold III., Graf von Mareit und Greifenstein, † 1170
      6. (2) Kunigunde, † 13. April ?, 1183 ⚭ Meinhard II., Graf von Görz, * um 1160, † 1231; (alle Kinder aus 2. Ehe)

    2. Hildburg, † 31. Juli ?, 1. ⚭ Siegfried II. Graf von Spanheim-Arch und Lebenau, † 16. Mai 1130
    3. Jutta, † 1151, ⚭ Otto von Machland, * 1100, † 24. Dezember 1149
    4. Tochter, ⚭ Babo, Graf von Burgschleinitz-Amerang
    5. Friedrich III., † um 1148, Graf von Peilstein